# Tiro ai Giochi della XVI Olimpiade - Bersaglio mobile
La competizione del bersaglio mobile di tiro a segno ai Giochi della XVI Olimpiade si è svolta i giorni 3 e 4 dicembre 1956 al Merrett Rifle Range a Williamstown.

## Risultato
La gara consisteva in 100 colpi sparati in due serie. Nella prima con colpo singolo tre riprese (20, 20 e 10).Nella seconda con colpo doppio tre riprese (10, 10, 5).
| Pos.    | Atleta             | Nazione          | Colpo Singolo | Colpo Singolo | Colpo Singolo | Colpo Singolo | Colpo Doppio | Colpo Doppio | Colpo Doppio | Colpo Doppio | Totale |
| Pos.    | Atleta             | Nazione          | 20            | 20            | 10            | Totale        | 10           | 10           | 5            | Totale       | Totale |
| ------- | ------------------ | ---------------- | ------------- | ------------- | ------------- | ------------- | ------------ | ------------ | ------------ | ------------ | ------ |
| Oro     | Vitalij Romanenko  | Unione Sovietica | 91            | 88            | 41            | 220           | 89           | 87           | 45           | 221          | 441    |
| Argento | Olof Sköldberg     | Svezia           | 95            | 86            | 42            | 223           | 85           | 80           | 44           | 209          | 432    |
| Bronzo  | Vladimir Sevryugin | Unione Sovietica | 87            | 86            | 40            | 213           | 87           | 85           | 44           | 216          | 429    |
| 4       | Miklós Kovács      | Ungheria         | 83            | 78            | 43            | 204           | 85           | 87           | 41           | 213          | 417    |
| 5       | Miklós Kocsis      | Ungheria         | 86            | 88            | 41            | 215           | 81           | 80           | 40           | 201          | 416    |
| 6       | Rolf Bergersen     | Norvegia         | 79            | 80            | 44            | 203           | 85           | 81           | 40           | 206          | 409    |
| 7       | Benkt Austrin      | Svezia           | 81            | 82            | 45            | 208           | 76           | 81           | 40           | 197          | 405    |
| 8       | John Larsen        | Norvegia         | 80            | 82            | 37            | 199           | 70           | 75           | 46           | 191          | 390    |
| 9       | Germán Briceño     | Venezuela        | 62            | 79            | 39            | 180           | 79           | 77           | 39           | 195          | 375    |
| 10      | Colin Anderson     | Australia        | 70            | 73            | 41            | 184           | 69           | 65           | 39           | 173          | 357    |
| 11      | Noel Hall          | Australia        | 68            | 66            | 33            | 167           | 64           | 73           | 35           | 172          | 339    |